# Sablan
Sablan is een gemeente in de Filipijnse provincie Benguet op het eiland Luzon. Bij de laatste census in 2007 had de gemeente bijna 11 duizend inwoners.

## Geografie

### Bestuurlijke indeling
Sablan is onderverdeeld in de volgende 8 barangays:
- Bagong
- Balluay
- Banangan
- Banengbeng
- Bayabas
- Kamog
- Pappa
- Poblacion

## Demografie
Sablan had bij de census van 2007 een inwoneraantal van 10.890 mensen. Dit zijn 1.238 mensen (12,8%) meer dan bij de vorige census van 2000. De gemiddelde jaarlijkse groei komt daarmee uit op 1,68%, hetgeen lager is dan het landelijk jaarlijks gemiddelde over deze periode (2,04%). Vergeleken met de census van 1995 is het aantal mensen met 1.720 (18,8%) toegenomen.

De bevolkingsdichtheid van Sablan was ten tijde van de laatste census, met 10.890 inwoners op 106 km², 102,7 mensen per km².